# Saint-Joseph-de-Sorel
Pour les articles homonymes, voir Saint-Joseph et Sorel.
Saint-Joseph-de-Sorel est une ville dans la municipalité régionale de comté Pierre-De Saurel au Québec (Canada), située dans la région administrative de la Montérégie.

## Toponymie
Le premier constituant, Saint-Joseph, rappelle Mgr Joseph Larocque (1808-1887). Le deuxième, Sorel, fait référence à Pierre de Saurel

## Histoire
En 1875, un territoire est détaché de la paroisse de Saint-Pierre-de-Sorel pour ériger municipalité de la paroisse de Saint-Joseph qui deviendra Tracy en 1954. La municipalité de village de Saint-Joseph est détachée de la municipalité de paroisse en 1907. Son nom est modifié en Saint-Joseph-de-Sorel à l'occasion de son accession au statut de ville, en 1942.

## Géographie
Cette petite ville est située la rive sud du fleuve Saint-Laurent enclavée dans Sorel-Tracy.
La rivière Richelieu délimite l'est de la municipalité en coulant vers le nord jusqu'à sa confluence avec le tronçon fluvial du Saint-Laurent.

## Démographie
| 1991  | 1996  | 2001  | 2006  | 2011  | 2016  | 2021  |
| ----- | ----- | ----- | ----- | ----- | ----- | ----- |
| 2 069 | 1 875 | 1 758 | 1 686 | 1 677 | 1 642 | 1 581 |

Langue maternelle (2006)
| Langue                        | Population | Pct (%) |
| ----------------------------- | ---------- | ------- |
| Français seulement            | 1,630      | 98.49%  |
| Anglais seulement             | 15         | 0.91%   |
| Bilingue: anglais et français | 0          | 0.00%   |
| Autres langues                | 10         | 0.60%   |

## Administration
Les élections municipales se font en bloc pour le maire et les six conseillers.
| Saint-Joseph-de-Sorel Maires depuis 2003                                                                             |                 |         |          |
| Élection | Maire           | Qualité | Résultat |
| 2003 | Olivar Gravel   |         | Voir     |
| 2005 | Olivar Gravel   | Voir    |          |
| 2009 | Olivar Gravel   | Voir    |          |
| 2013 | Olivar Gravel   | Voir    |          |
| 2017 | Vincent Deguise |         | Voir     |
| 2021 | Vincent Deguise | Voir    |          |
| Élection partielle en italique Depuis 2005, les élections sont simultanées dans toutes les municipalités québécoises |                 |         |          |

## Économie
Autrefois connue à travers le Canada pour ses chantiers maritimes, Saint-Joseph-de-Sorel est aujourd'hui réputée pour ses grandes industries métallurgiques. QIT-Fer et Titane inc. et les Forges de Sorel comptent en effet parmi les plus grandes industries du genre au pays.

## Personnalités liées
- Normand L'Amour (chanteur) y est né.
- Les Anticipateurs (rappeurs) y sont nés.